# Oranje (flod)
Oranje (afrikaans og nederlandsk: Oranjerivier) eller Gariep er den længste flod i Sydafrika. Floden blev først opdaget af det indfødte namafolk som kaldte den Nu Gariep  Floden blev kaldt Oranje af oberst Robert Jacob Gordon, kommandant af hollandske Ostindiske kompagnis garnison i Cape Town, på en rejse til den indre del af landet. Gordon opkaldte floden til ære for Vilhelm af Oranje. En fejlopfattelse er at floden blev opkaldt efter den antagede orange farve på vandet[kilde mangler] i modsætning til farven på en af dens bifloder, Vaal (vaal er afrikaans for blæk eller grå). Siden slutningen af apartheid har det oprindelige navn "Gariep" været foretrukket i officiel korrespondance i Sydafrika, mens navnet "Oranje" har større international anerkendelse . I Lesotho, hvor floden starter, er den kendt som Senqu.